# The Leek 4
The Leek 4 è il ventiseiesimo mixtape del rapper statunitense Chief Keef, pubblicato il 2 marzo 2018 dalle etichette discografiche Glo Gang e RBC Records.

## Tracce
1. Upset – 3:33
2. Run Up – 2:31
3. Macaroni Time (Remix) – 2:48
4. Sosa Pain – 2:46
5. Rolls – 3:38
6. Blocka – 4:42
7. Squinward Tenacles – 2:40
8. Kane – 3:20
9. Tt – 1:56
10. Tats – 4:02
11. Instagram – 2:34
12. So Cold – 2:32
13. Wake Up – 3:44
14. Can't Catch Em – 1:35
15. Foreigns – 4:00